# 紅三四郎
『紅三四郎』（くれないさんしろう）とは、「九里一平とタツノコプロ」による漫画及び「吉田竜夫とタツノコプロ」による漫画である。またアニメ化され、1969年4月2日から同年9月24日まで、フジテレビ系で毎週水曜日19時 - 19時30分に放送された。全26話。カラー放送。

## 漫画
もともとテレビアニメ化を前提とし、その原作として九里一平とタツノコプロによる漫画版が「週刊少年サンデー」で1968年の31号から47号まで連載。連載が終わってからテレビアニメ化が決定し、原作名義は九里一平の兄の吉田竜夫となる。コミカライズとして、吉田竜夫原作でタツノコプロ名義の漫画版（吉田竜夫自身がすでにタツノコプロの経営に着手し、漫画家として半ば引退同然だったため、実際には内山まもるら内部スタッフが描いている）が「週刊少年ジャンプ」にて1969年の10号から13号まで連載された。集英社側はこのジャンプ版『紅三四郎』を「週刊少年ジャンプ」初のアニメ化作品と称しているが、実質的にはコミカライズ作品である。
それらとは別に、タツノコプロ文芸部による描き下ろしのコミカライズ版がオハヨー出版（のちの松文館の前身）から単行本で全2巻発行されている。

### 単行本
九里一平版の単行本は秋田書店からサンデーコミックスブランドとして発行されていたが、早期に絶版したため高額のプレミアム価格で取引され、吉田竜夫版に至っては単行本化すらされずにいたが、2007年になってようやくマンガショップ社から復刻版が刊行された。復刻版は完全版と称して両方のバージョンを収録しているが、先述のオハヨー出版によるコミカライズ版は収録されていない。なお、2008年11月17日に集英社から発行された『ジャンプレジェンド』に吉田竜夫版の第1話が再収録された。

## テレビアニメ

### 視聴率
平均視聴率は11.8%（タツノコプロが所有する資料による）。

### ストーリー
講道館四天王の一人として恐れられていた紅流師範の父・紅正五郎の命を、果たし合いの末奪った「片目の男」を追って、紅流柔術（紅流柔道）の達人・紅三四郎は愛車のバイク紅号を駆って世界各地へ旅を続ける。行く先々で出会う人々と交流しながら、さまざまな武術や格闘技の使い手である「片目の男」と対決していく異種格闘技戦が毎週のクライマックス。毎回、敵と戦う前にはヒーローの「変身シーン」のような演出で、高く空中に投げ上げた赤い柔道着を鮮やかに身に付け、黒帯を締めて決めポーズをとるのが恒例となっていた。戦いの場も荒野や森林、ビルの建築現場の鉄骨の上など、バラエティーに富んでいた。

### 登場人物：出演者
- 紅三四郎：西川幾雄
- ケン坊：雷門ケン坊
- ボケ：大竹宏
- ナレーター：内海賢二

### スタッフ
- 原作：吉田竜夫（映像やタツノコプロＨＰによる）
- 企画：鳥海尽三
- 脚本：鳥海尽三、陣野修、山崎晴哉、鈴木良武、林すみ子
- 演出：九里一平、鳥海永行、笹川ひろし、案納正美
- 音楽：越部信義
- 効果：イシダサウンドプロ（現・フィズサウンドクリエイション）
- 総監督：九里一平
- プロデューサー：吉田健二
- 製作：酒井仁、前里元義
- 原動画：高橋資祐、田中英二 他
- 美術設定：しまあきら
- 撮影：加藤昭治
- 編集：中溝哲生
- 進行：永井昌嗣、佐藤光雄 他
- 録音プロデューサー：本田保則
- 録音ディレクター：水本完
- 録音：平野勝
- 制作協力：フジテレビ
- 制作：吉田竜夫、タツノコプロ

### 主題歌
- オープニング1「紅三四郎」（第1話～第13話）

作詞 - 関沢新一 / 作曲・編曲 - 越部信義 / 歌 - 美樹克彦（クラウンレコードから発売）
- オープニング2「紅三四郎」（第14話～第26話）

作詞 - 丘灯至夫 / 作曲・編曲 - 和田香苗 / 歌 - 堀江美都子（日本コロムビアから発売）
※美樹克彦版と堀江美都子版は曲名は同一だが全く別の曲である。
※堀江美都子が初めて主題歌を担当。
- エンディング1「男の紅野」

作詞 - 関沢新一 / 作曲・編曲 - 越部信義 / 歌 - 美樹克彦
- エンディング2「夕陽の男」

作詞 - 丘灯至夫 / 作曲・編曲 - 和田香苗 / 歌 - 嶋崎由里、山尾百合子（1番は嶋崎のみ、2番は山尾のみ、3番は嶋崎と山尾。エンディングでは1番、嶋崎の歌唱のみ。）

### 各話リスト
| 話数 | サブタイトル         | 放送日        |
| ---- | -------------------- | ------------- |
| 1    | 紅の風雲児           | 1969年 4月2日 |
| 2    | 摩天楼の片目         | 4月9日        |
| 3    | 猫魔族の挑戦         | 4月16日       |
| 4    | 燃ゆる大平原         | 4月23日       |
| 5    | 荒野の暴れん坊       | 4月30日       |
| 6    | 必殺!紅十字星        | 5月7日        |
| 7    | 海の虎・ハリマオ     | 5月14日       |
| 8    | 魔の超人マシン       | 5月21日       |
| 9    | 白銀の対決           | 5月28日       |
| 10   | 幻の独眼帝王         | 6月4日        |
| 11   | キリマンジャロの戦士 | 6月11日       |
| 12   | 夕陽の決斗           | 6月18日       |
| 13   | 紅脱出作戦           | 6月25日       |
| 14   | 殺し屋オリンピック   | 7月2日        |
| 15   | 決死の復讐犬         | 7月9日        |
| 16   | 地獄の三四郎         | 7月16日       |
| 17   | 片目の鬼将軍         | 7月23日       |
| 18   | 墓場をあばけ         | 7月30日       |
| 19   | 裏切りの報酬         | 8月6日        |
| 20   | 片目の白虎(前編)     | 8月13日       |
| 21   | 片目の白虎(後編)     | 8月20日       |
| 22   | 必殺マグマ流         | 8月27日       |
| 23   | 三四郎絶体絶命       | 9月3日        |
| 24   | 極意天地崩し         | 9月10日       |
| 25   | 猿人殺法             | 9月17日       |
| 26   | 秘剣美少女           | 9月24日       |

### 放送局
特記の無い限り全て放送時間は水曜 19:00 - 19:30、同時ネット。
- フジテレビ（制作局）
- 札幌テレビ[3]
- 仙台放送[4]
- 福島テレビ：金曜 17:45 - 18:15（1971年に放送）[5]
- 新潟総合テレビ：金曜 18:00 - 18:30[6]
- 富山テレビ[7]
- 石川テレビ[7]
- 長野放送[8]
- テレビ静岡[9]
- 東海テレビ[10]
- 関西テレビ[11]
- 岡山放送[12]
- 広島テレビ[12]
- テレビ西日本[13]
- サガテレビ[13]
- テレビ長崎[14]
- テレビ熊本[14]
- 大分放送：火曜 18:00 - 18:30 （1972年6月時点）[15]
- 鹿児島テレビ：月曜 18:15 - 18:45[16]
- 沖縄テレビ：金曜 18:00 - 18:30 （1972年6月時点）[17]

## 関連商品
- 2008年にはJPSからこの作品をモチーフとしたパチスロ機が登場している（保通協による形式名は「クレナイサンシロウ」）。
- 2012年3月28日に、タツノコプロ創立50周年記念の一環としてベストフィールドから「想い出のアニメライブラリー 第2集」と称してデジタルリマスター版DVD-BOXが発売された[18]。